# Dezső László
Vitéz Dezső László (Lovászpatona, 23 luglio 1894 – Budapest, 8 giugno 1949) è stato un generale ungherese capitano dell'esercito austro-ungarico durante la prima guerra mondiale e comandante della prima armata ungherese durante la seconda guerra mondiale nella battaglia di Budapest. Venne giustiziato dalla Repubblica Popolare d'Ungheria nel 1949.